# Французские военнопленные во Второй мировой войне
После капитуляции всех французских армий, участвовавших во Французской кампании, перед вермахтом, в плен к немцам попало 2 млн человек, которые сразу же после этого были отправлены в лагеря.

## Трудовые лагеря
Около ⅓ военнопленных были демобилизованы на различные сроки. Однако большая часть офицеров и военнослужащих сержантского состава содержалась в так называемых «офлагах» и не работала. Солдаты были направлены на работы в шталаги. Около 50 % солдат возделывали поля в Германии, где продовольствия было более, чем достаточно, и законы были нестрогими. Другие работали на заводах и в шахтах, где дисциплина была очень жёсткой. Рабочие места для военнопленных еврейской национальности нацистами не выделялись.
В плену у немцев также находилось 120 тысяч «цветных» солдат, рекрутированных из колоний Франции. Их не отправили в Германию, а задействовали в строительстве оборонительных сооружений германской армии во французской оккупационной зоне. Их жизненные условия были несколько лучше условий французов, работавших на заводах в Германии. Однако они, в свою очередь, стали ненавидеть режим Виши и к моменту возвращения в колонии у них и мысли не было о разрыве тесных отношений с Францией. К концу Французской кампании летом 1940 года немцами было уничтожено несколько тысяч чернокожих и других военнопленных, служивших во французских колониальных полках. В живых осталось не более 60 000 человек, но с ними немцы обходились как и с другими чернокожими военнопленными.

## Репатриация
В 1940—1941 годах во Францию было репатриировано 330 000 военнопленных, в том числе по состоянию здоровья, в то время как 16 000 человек сбежали.